# Municipio de Hazelton (Míchigan)
El municipio de Hazelton (en inglés: Hazelton Township) es un municipio ubicado en el condado de Shiawassee en el estado estadounidense de Míchigan. En el año 2010 tenía una población de 2071 habitantes y una densidad poblacional de 21,42 personas por km².

## Geografía
El municipio de Hazelton se encuentra ubicado en las coordenadas 43°5′23″N 83°59′28″O / 43.08972, -83.99111. Según la Oficina del Censo de los Estados Unidos, el municipio tiene una superficie total de 96.67 km², de la cual 96,58 km² corresponden a tierra firme y (0,09 %) 0,09 km² es agua.

## Demografía
Según el censo de 2010, había 2071 personas residiendo en el municipio de Hazelton. La densidad de población era de 21,42 hab./km². De los 2071 habitantes, el municipio de Hazelton estaba compuesto por el 97,25 % blancos, el 0,34 % eran afroamericanos, el 0,14 % eran amerindios, el 0,63 % eran asiáticos, el 0,43 % eran de otras razas y el 1,21 % eran de una mezcla de razas. Del total de la población el 1,16 % eran hispanos o latinos de cualquier raza.